# Baddies
Baddies est un groupe britannique de rock indépendant, originaire de Southend-on-Sea, Essex, en Angleterre, actif entre 2007 et 2012.

## Histoire
Le groupe est formé fin 2007 et joue jusqu'en 2012. Baddies with Attitude les inclut sur leur scène BBC Introducing lors du One Big Weekend, comme l'avait suggéré BBC Essex Introducing. Ils sont prêts à faire la première partie d'autres groupes BBC Introducing tels que Marina and the Diamonds, Temper Trap, Little Commets et Master Shortie. En mai 2009, BBC Essex Introducing soutient le groupe sous la forme d'une session live et le festival de Glastonbury a annoncé qu'ils joueraient sur la scène John Peel.
Le premier album Do the Job sort le 28 septembre 2009 chez Medical Records. Il est enregistré aux Rockfield Studios par Sean Genockey, avec un morceaux bonus enregistré aux Black Dog Studios. L'album est soutenu par une tournée au Royaume-Uni et en Europe, incluant 32 festivals européens au cours de l'été 2009. Le groupe entame ensuite des tournées en Australie et au Japon en 2010.
Baddies lance une campagne sur PledgeMusic en mai 2011 afin de récolter des fonds pour l'enregistrement de leur deuxième album studio. L'album est enregistré durant l'été 2011, toujours aux Rockfield Studios. L'album a été produit par Sean Genockey. Le groupe annonce en octobre 2011 que le nouvel album s'intitulerait Build, qui sort en mars 2012. Le groupe annonce sa séparation sur sa page Facebook le 19 juillet 2012.

## Discographie
- 2008 : TwoByThree (split EP avec Reuben et The Ghost of a Thousand)
- 2009 : Do the Job
- 2012 : Build